# ۱۴۷۳ (میلادی)
۱۴۷۳ (میلادی) هزار و چهارصد و هفتاد و سومین سال تقویم میلادی است.

## زادگان
- ۱۹ فوریه – نیکلاس کوپرنیک، دانشمندی لهستانی تبار که نظریه خورشید مرکزی منظومه شمسی را بسط داد (د. ۱۵۴۳)